# Plutodes drepanephora
Plutodes drepanephora är en fjärilsart som beskrevs av Louis Beethoven Prout 1916. Plutodes drepanephora ingår i släktet Plutodes och familjen mätare. Inga underarter finns listade i Catalogue of Life.